# Pelagio Antonio de Labastida y Dávalos
Pelagio Antonio de Labastida y Dávalos född 21 mars, 1816, Zamora Michoacán och död 21 februari, 1891, Oacalco, Morelos, var mexikansk präst, jurist och regent 13 juli 1863 till 20 maj 1864.